# Anomalon coreanum
Anomalon coreanum är en stekelart som först beskrevs av Tohru Uchida 1928.  Anomalon coreanum ingår i släktet Anomalon och familjen brokparasitsteklar. Inga underarter finns listade i Catalogue of Life.